# Pandeli Majko
Pandeli Majko, född 1967 i Tirana är en albansk politiker för Albaniens socialistparti (PS) som var premiärminister 1998–1999 och under några månader 2002.
Pandeli Majko utbildade sig till ingenjör vid universitet i Tirana. Under 1990-1991 var han engagerad i studentrörelsen för politisk förändring, som ledde till att landets stalinistiska regim föll. Perioden 1991-1995 var han ledare för partiets ungdomsförbund och blev 1992 invald i parlamentet. 1996 blev han informationschef för Socialistpartiet och 1997 ersatte han Rexhep Meidani som partisekreterare då Meidani blev president.[källa behövs]
När dåvarande premiärminister Fatos Nano flydde till Makedonien under oroligheterna i september 1998, efter mordet på Azem Hajdari, blev Majko hans efterträdare på premiärministerposten. I likhet med Nano uppmanade han Nato att placera trupper längs Albaniens gräns med Kosovo och ville se en Nato-insats inne i Kosovo, vilket också skedde 1999 då KFOR sattes in. Han fick uppskattning utomlands för sin hantering av Kosovokrisen då Albanien tog emot ungefär en halv miljon flyktingar. Hemma fick han dock kritik för att inte ha lyckats bekämpa den utbredda korruptionen och smugglingen. Efter att 1999 ha förlorat partiledarposten till Nano lämnade han premiärministerposten. Han blev på nytt premiärminister från februari till juli 2002 efter oenighet inom partiet. Majko blev försvarsminister i Nanos regering år 2002 och innehade denna post fram till valet 2005. Hösten 2005 valdes han till socialistpartiets generalsekreterare.[källa behövs]